# 엄태용
엄태용(1994년 2월 24일 ~ )은 전 KBO 리그 한화 이글스의 포수이다.

## 아마추어 시절
프로 스카우트들이 꼽은 포지션별 베스트에
뽑히기도 했다.

## 한화 이글스시절
2012년에 입단하였다. 2013년 6월 19일 KIA 타이거즈와의 경기에서 데뷔 첫 경기를 치렀고, 경기에서 1타수 무안타를 기록하였다. 2014년에 마지막 1군 경기를 가졌으며, 2018년까지 2군으로 계속 한화에서 뛰다가 여자친구 엉덩이 폭행으로 방출되었고 벌금을 받았다. 이후 지적장애 여성에 대한 강간을 일으켜 중형을 선고받았다.

## 논란

### 교제 여성 폭행
2016년 10월 13일 대전지방법원 형사8단독(민소영 판사)은 상해 혐의로 기소된 엄태용에게 벌금 300만 원을 선고하였다. 엄태용은 2016년 9월 7일 새벽 대전광역시 서구 소재 여자친구 A씨(당시 20세)의 집에서 말을 듣지 않는다는 이유로 막대기로 A씨의 엉덩이를 수차례 내리쳐 상해를 입혔다.

### 지적장애 미성년자 성폭행
2018년 6월 엄태용은 사회관계망서비스(SNS)로 알게 된 지적장애를 가진 미성년자 여성을 자신의 집으로 데리고 가 졸피뎀 성분이 포함된 약물을 감기약이라고 속여 먹게 한 후 강간했다. 엄태용은 피해자를 새벽에 가출하게 한 뒤 차량에 태워 자신의 집에서 범행하였다.
2019년 6월 14일 대전고등법원 제1형사부(재판장 이준명)는 아동ㆍ청소년의성보호에관한법률위반(강간치상) 혐의로 기소된 엄태용에 대한 항소심에서 원심 판결(징역 3년 6월)을 파기하고 징역 4년 6월을 선고하고, 40시간 성폭력 치료 프로그램 이수 등을 명령했다.

## 출신 학교
- 공주중동초등학교
- 공주중학교
- 북일고등학교

## 통산 기록
| 연도 | 팀명  | 타율  | 경기 | 타수 | 득점 | 안타 | 2루타 | 3루타 | 홈런 | 루타 | 타점 | 도루 | 도실 | 볼넷 | 사구 | 삼진 | 병살 | 실책 |
| ---- | ----- | ----- | ---- | ---- | ---- | ---- | ----- | ----- | ---- | ---- | ---- | ---- | ---- | ---- | ---- | ---- | ---- | ---- |
| 2013 | 한화  | 0.234 | 39   | 64   | 2    | 15   | 4     | 0     | 0    | 19   | 5    | 1    | 0    | 2    | 0    | 19   | 1    | 2    |
| 2014 | 한화  | 0.176 | 17   | 17   | 2    | 3    | 1     | 0     | 0    | 4    | 2    | 0    | 0    | 0    | 0    | 5    | 0    | 0    |
| 통산 | 2시즌 | 0.222 | 56   | 81   | 4    | 18   | 5     | 0     | 0    | 23   | 7    | 1    | 0    | 2    | 0    | 24   | 1    | 2    |